# Погорелец-Липенский
Погорелец-Липенский — деревня в Удомельском районе Тверской области.

## География
Деревня находится в северной части Тверской области, в зоне хвойно-широколиственных лесов, в пределах северо-восточных отрогов Валдайской возвышенности, на расстоянии примерно 37 километров (по прямой) к северо-западу от города Удомли, административного центра округа. Высота центра селения над уровнем моря 195 м

### Климат
Климат характеризуется как умеренно континентальный, с умеренно холодной снежной зимой и относительно тёплым летом. Среднегодовая температура воздуха — 3,5 °C. Средняя температура воздуха самого холодного месяца (января) — −9,8 °C (абсолютный минимум — −48 °C), средняя температура самого тёплого (июля) — 17,4 °С (абсолютный максимум — 36 °С). Годовое количество атмосферных осадков составляет в среднем 600—700 мм, из которых большая часть выпадает в тёплый период.

## История
До 2015 года входила в состав Котлованского сельского поселения до упразднения последнего. С 2015 года в составе Удомельского городского округа.
25 мая 2019 года распоряжением Правительства РФ переименована в Погорелец-Липенский.

## Население
| 2010 |
| ---- |
| 0    |